# Škoda Fabia Super 2000
De Škoda Fabia Super 2000 is een rally-wagen van de Tsjechische automobielconstructeur Škoda. De auto wordt gebruikt in het Europees kampioenschap rally en op nationaal niveau onder meer in het Belgisch kampioenschap rally. In het ERC is de vaste rijder voor 2014 Esapekka Lappi.

## Overwinningen
Een overzicht van de overwinningen van de Fabia S2000 in de Intercontinental Rally Challenge:
| Jaar | Rally                          | Winnaar       | Navigator         |
| ---- | ------------------------------ | ------------- | ----------------- |
| 2009 | 3rd Rally Russia               | Juho Hänninen | Mikko Markkula    |
| 2009 | 39. Barum Rally Zlín           | Jan Kopecký   | Petr Stary        |
| 2009 | 46° Rally Principe de Asturias | Jan Kopecký   | Petr Starý        |
| 2009 | 1st RAC Rally of Scotland      | Guy Wilks     | Philip Pugh       |
| 2010 | Rally Argentina                | Juho Hanninen | Mikko Markkula    |
| 2010 | Rally Islas Canarias           | Jan Kopecký   | Petr Starý        |
| 2010 | Rally d'Italia Sardegna        | Juho Hanninen | Mikko Markkula    |
| 2010 | GEKO Ypres Rally               | Freddy Loix   | Fréderic Miclotte |
| 2011 | GEKO Ypres Rally               | Freddy Loix   | Fréderic Miclotte |